# Repišće
Repišće – wieś w Chorwacji, w żupanii zagrzebskiej, w gminie Klinča Sela. W 2011 roku liczyła 359 mieszkańców.